# Stazione di Prato Porta al Serraglio
Stazione di Prato Porta al Serraglio vasútállomás Olaszországban, Prato településen.

## Vasútvonalak
Az állomást az alábbi vasútvonalak érintik:
- Viareggio-Firenze-vasútvonal

## Kapcsolódó állomások
A vasútállomáshoz az alábbi állomások vannak a legközelebb:
- Stazione di Prato Centrale
- Stazione di Prato Borgonuovo